# Борськи Микулаш
Борськи Микулаш (словац. Borský Mikuláš) — село, громада округу Сениця, Трнавський край. Кадастрова площа громади — 49.98 км².
Населення 3992 особи (станом на 31 грудня 2020 року).

## Історія
Борськи Микулаш згадується 1394 року.

## Населення
| Рік:            | 1994. | 2004.   | 2014.   | 2024.   |
| --------------- | ----- | ------- | ------- | ------- |
| Кількість осіб: | 3826  | 3879    | 3937    | 4002    |
| Різниця:        |       | +1,38 % | +1,49 % | +1,65 % |

| Рік:            | 2023. | 2024.   |
| --------------- | ----- | ------- |
| Кількість осіб: | 4020  | 4002    |
| Різниця:        |       | -0,44 % |